# George Sterman
George Franklin Sterman (* 2. Juni 1946 in Washington, D.C.) ist ein US-amerikanischer theoretischer Elementarteilchenphysiker.

## Leben
Sterman studierte an der Universität Chicago bei Jun John Sakurai (Bachelor-Abschluss 1968) und promovierte 1974 an der University of Maryland. Danach war er Wissenschaftler an der University of Illinois, 1976 bis 1978 an der State University of New York at Stony Brook, 1978/79 am Institute for Advanced Study, bevor er 1979 an das C. N. Yang Institut für Theoretische Physik in Stony Brook kam, wo er 2001 Direktor wurde.
Sterman befasste sich mit störungstheoretischer Quantenchromodynamik (QCD) und der Beschreibung von Streuexperimenten in der QCD, wo er mit Steven Weinberg das Konzept der Infrarot-Sicherheit entwickelte, mit Stephen Libby, John C. Collins und Davison E. Soper für die Anwendungen in Hochenergieprozessen wichtige Faktorisierungstheoreme bewies und die Endlichkeit der Infrarot-Korrekturen zu Jet-Wirkungsquerschnitten bewies. In letzter Zeit befasste er sich mit der Resummierung der QCD-Störungsreihe und Zusammenhängen mit nichtstörungstheoretischen Phänomenen.
1985 war er Guggenheim Fellow. 1994 wurde er Fellow der American Physical Society. Er ist Mitglied des „Coordinated Experimental-Theoretical Project on QCD“ (CTEQ), für das er viele Sommerschulen organisierte. Sterman ist Mitherausgeber von Physical Review Letters. 2008 erhielt er den Sakurai-Preis mit Alfred Mueller.

## Schriften
- An introduction to Quantum Field Theory. Cambridge University Press, 1993
- Sterman, Soper, Collins: Factorization of hard processes in QCD. arxiv:hep-ph/0409313 In: Alfred Mueller (Hrsg.): Perturbative QCD. World Scientific, 1989, S. 1
- Sterman u. a. Handbook of perturbative QCD. In: Rev.Mod.Phys., Band 67, 1995, S. 157 CTEQ